# Cetinje
Cetinje (Montenegrijns: Цетиње; Italiaans: Cettigne; Albanees: Cetina) is een stad in Montenegro, ze telt circa 20.000 inwoners en ligt in de bergen, aan de voet van de Lovćen, de berg die voor veel Montenegrijnen heilig is.
Cetinje en de berg Lovcen zijn voor veel Montenegrijnen symbolen van de voormalige onafhankelijke staat en het streven naar vrijheid en onafhankelijkheid.
De naam Cetinje stamt van de rivier Cetina.

## Geschiedenis
Tijdens de Turkse overheersing van de Balkan bleef Montenegro als enige gebied onafhankelijk en bestuurden prins-bisschoppen het land vanuit Cetinje. Op het Congres van Berlijn in 1878 werd het land door de grote mogendheden erkend, en vestigden onder andere Groot-Brittannië, Frankrijk en Oostenrijk-Hongarije een ambassade in Cetinje. Ten tijde van het Koninkrijk Montenegro was Cetinje de hoofdstad van het land. Na de Eerste Wereldoorlog ging Montenegro deel uitmaken van het Koninkrijk van Serviërs, Kroaten en Slovenen (het latere Koninkrijk Joegoslavië) en verloor Cetinje zijn positie als hoofdstad. Cetinje bleef tot 1946 wel de hoofdstad van Montenegro, daarna nam Podgorica (dat in de Joegoslavische tijd Titograd heette) die rol over. Sinds 1993 heeft de regering van Montenegro weer een aantal centrale functies in Cetinje gevestigd, waardoor de stad weer een gedeeltelijke rol krijgt in het landsbestuur.

## Bezienswaardigheden
Het oudste gebouw in Cetinje is de Vlaska-kerk (circa 1450). Er zijn verschillende gebouwen uit de tijd van de onafhankelijkheid: in de "Biljarda" (1838) was het staatsbestuur gevestigd, het "Lokanda" was het eerste hotel en er kwamen ambassades van de grote mogendheden, die gedeeltelijk nog herkenbaar zijn aan bordjes op de gevel.

## Demografie
De gemeente Cetinje telt 16.657 inwoners (volkstelling van 2011), hetgeen 2,7% van de Montenegrijnse bevolking is. De gemeente heeft de hoogste urbanisatiegraad in Montenegro met 85%.
| stad Cetinje           | 9.038  | 9.102  | 9.359  | 11.876 | 14.088 | 15.946 | 15.137 | 13.918 |
| stad Rijeka Crnojevića | 596    | 632    | 804    | 587    | 484    | 340    | 216    | 175    |
| gemeente Cetinje       | 25.114 | 25.549 | 23.503 | 22.024 | 20.213 | 20.307 | 18.482 | 16.657 |

De gemeente Cetinje heeft te kampen met een intensieve bevolkingsdaling. Vooral de bevolking op het platteland loopt in een rap tempo leeg.

#### Etniciteit
De Montenegrijnen vormen de grootste bevolkingsgroep in de gemeente Cetinje (91%). Minderheden bestaan uit Serviërs (4%), de Roma (1%), Albanezen en Kroaten.

#### Religie
De aanhangers van de Servisch-orthodoxe Kerk vormen de meerderheid van de bevolking (92%). Verder is zo'n 2% van de bevolking atheïstisch, 1% is katholiek en 1% is moslim. De overige religieuze groeperingen vormen elk minder dan 1% van de bevolking.

## Sport
FK Lovćen Cetinje is de voetbalclub van Cetinje en won in 2014 de Montenegrijnse voetbalbeker.

## Geboren in Cetinje
- Zorka van Montenegro (1864-1890), prinses van Montenegro
- Militza van Montenegro (1866-1951), prinses van Montenegro, grootvorstin van Rusland
- Anastasia van Montenegro (1867-1935), prinses van Montenegro, grootvorstin van Rusland
- Helena van Montenegro (1873-1952), koningin van Italië
- Anna van Montenegro (1874-1971), prinses van Montenegro
- Alexander I van Joegoslavië (1888-1934), van 1921 tot 1934 koning van het Koninkrijk der Serven, Kroaten en Slovenen, dat vanaf 1929 Joegoslavië heette
- Frédéric Rossif (1922-1990), Frans filmregisseur en documentairemaker
- Dojčin Perazić (1945-2022), voetballer
- Nenad Žvanut (1962), schaatser
- Nenad Knežević (1967), zanger
- Boban Bajković (1985), voetballer

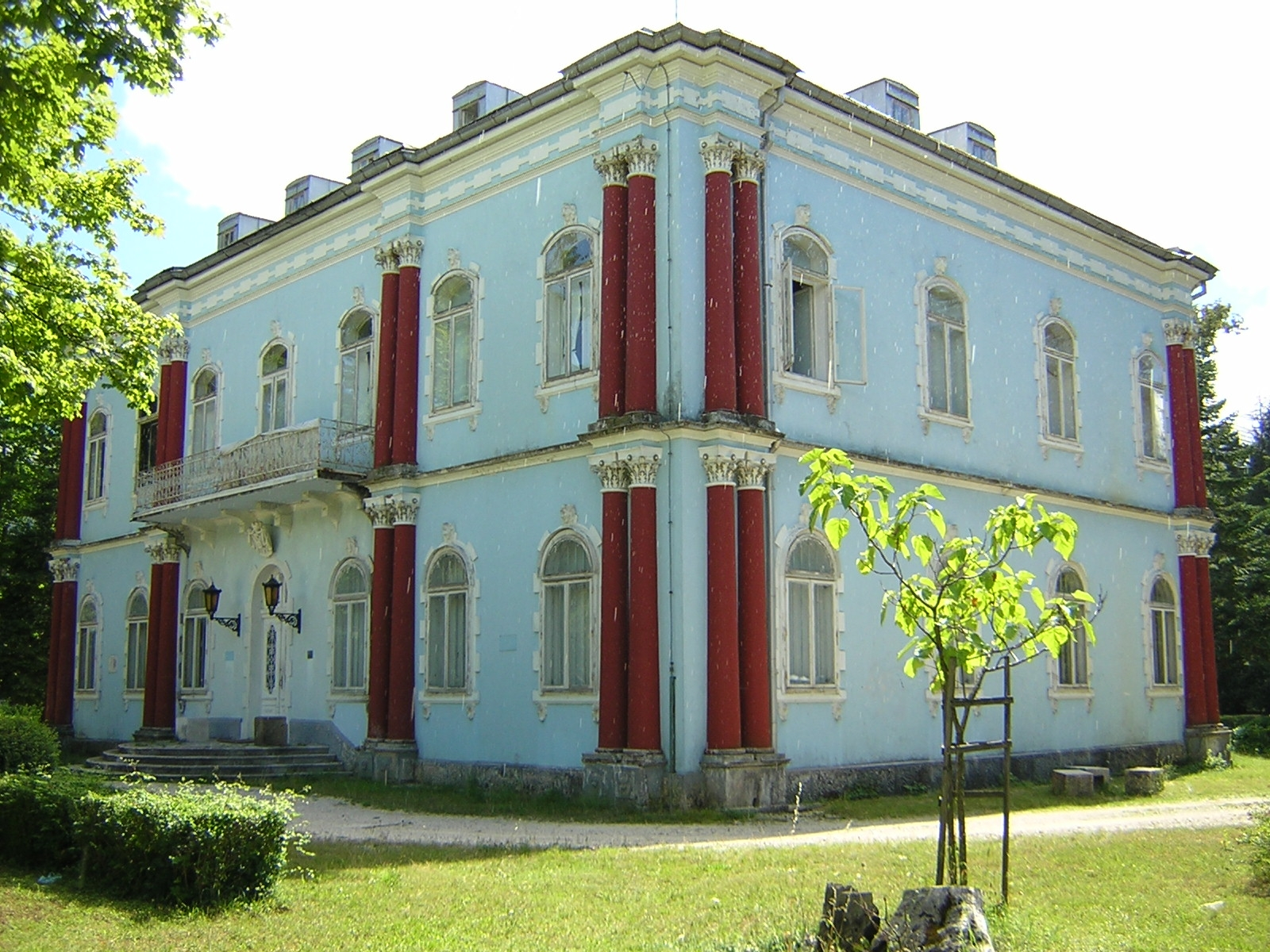
Het Blauw Paleis (Plavi Dvorec), vroeger het prinsenpaleis, en nu de ambtswoning van de zittende President van Montenegro
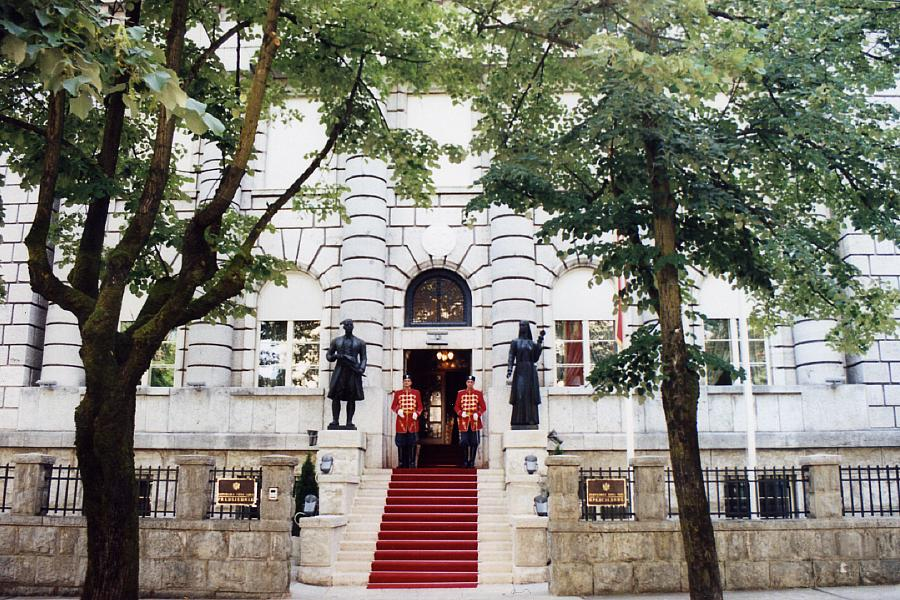
Ingang van het Presidentiële Paleis
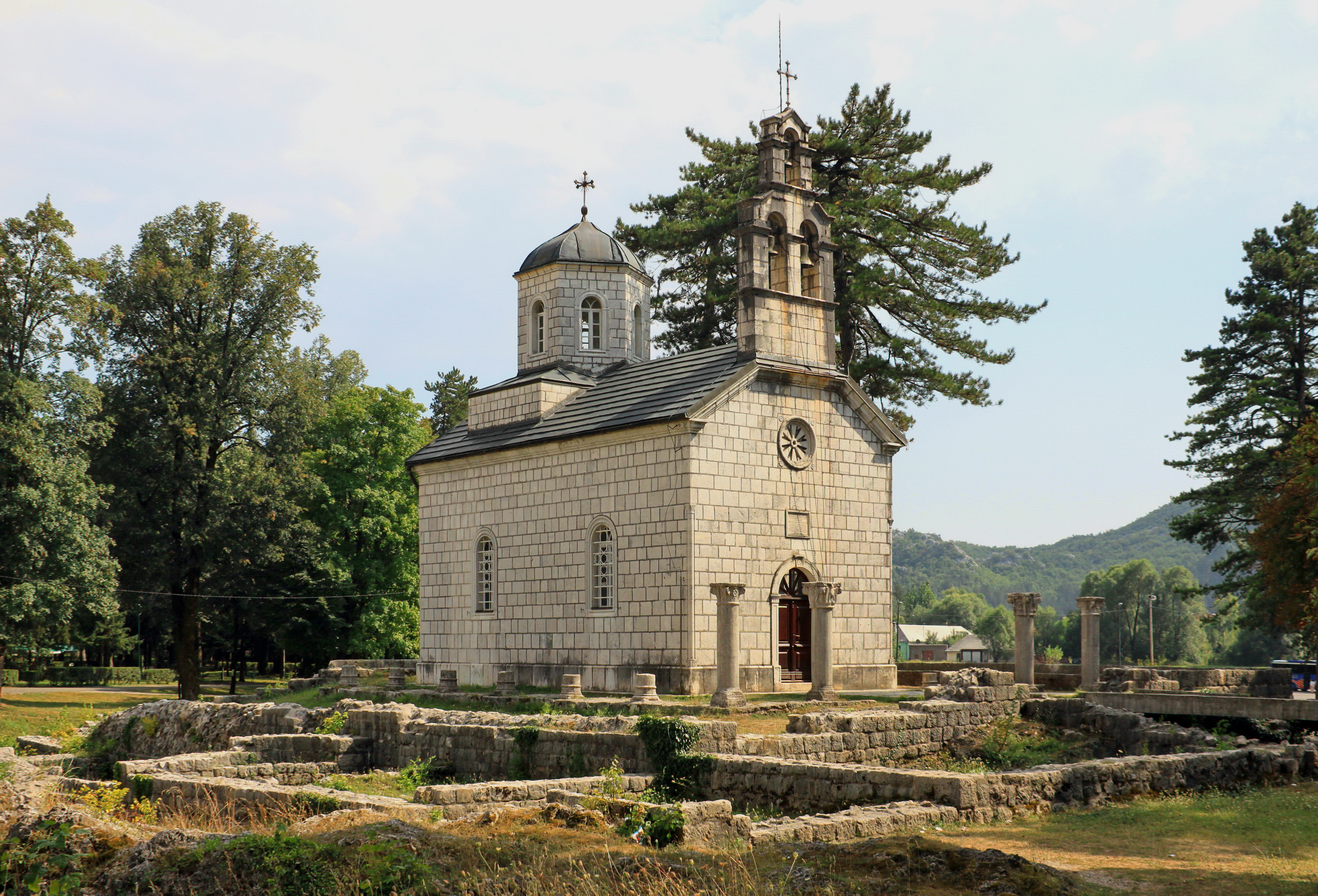
Hofkerk
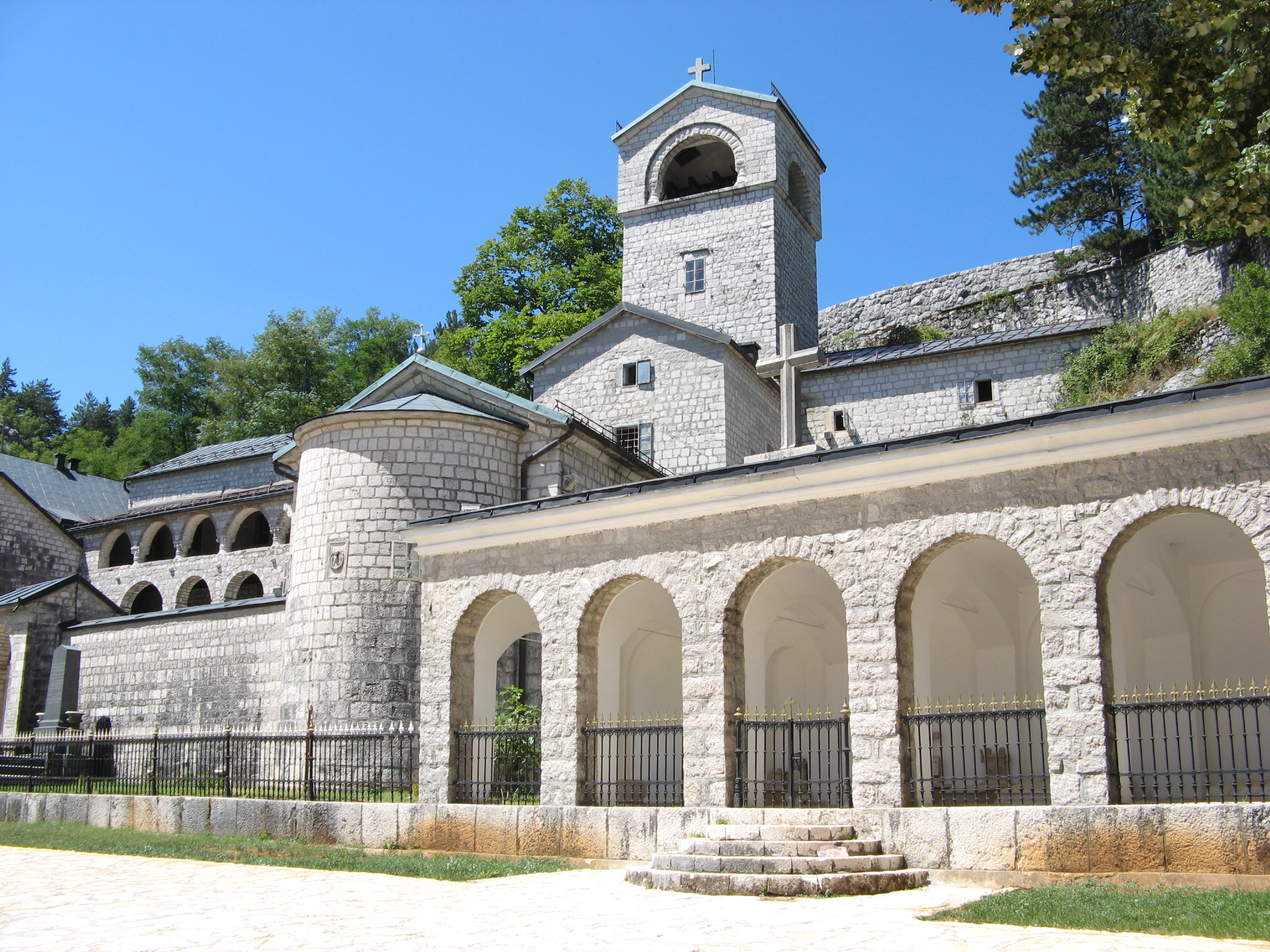
Vooraanzicht van het klooster
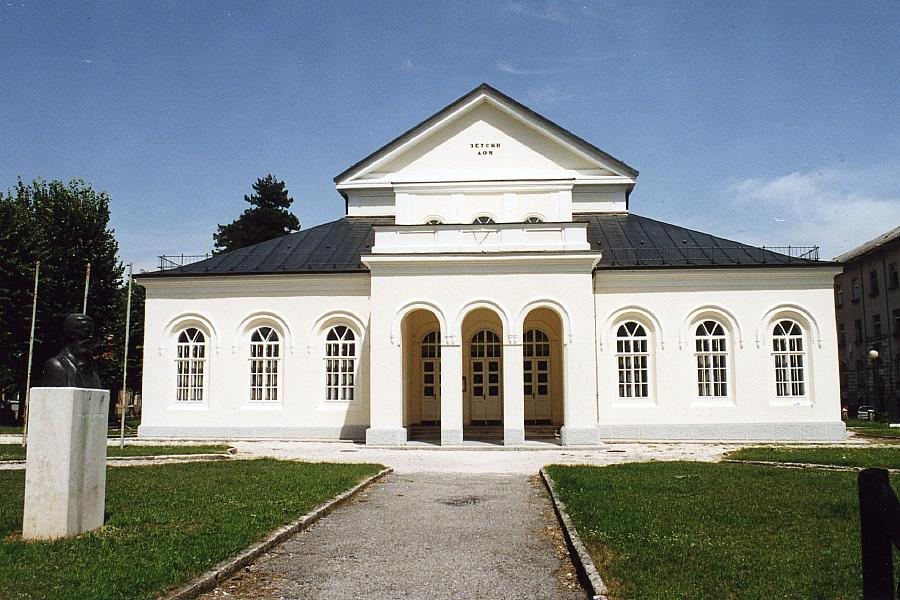
"Zetski Dom" Theater
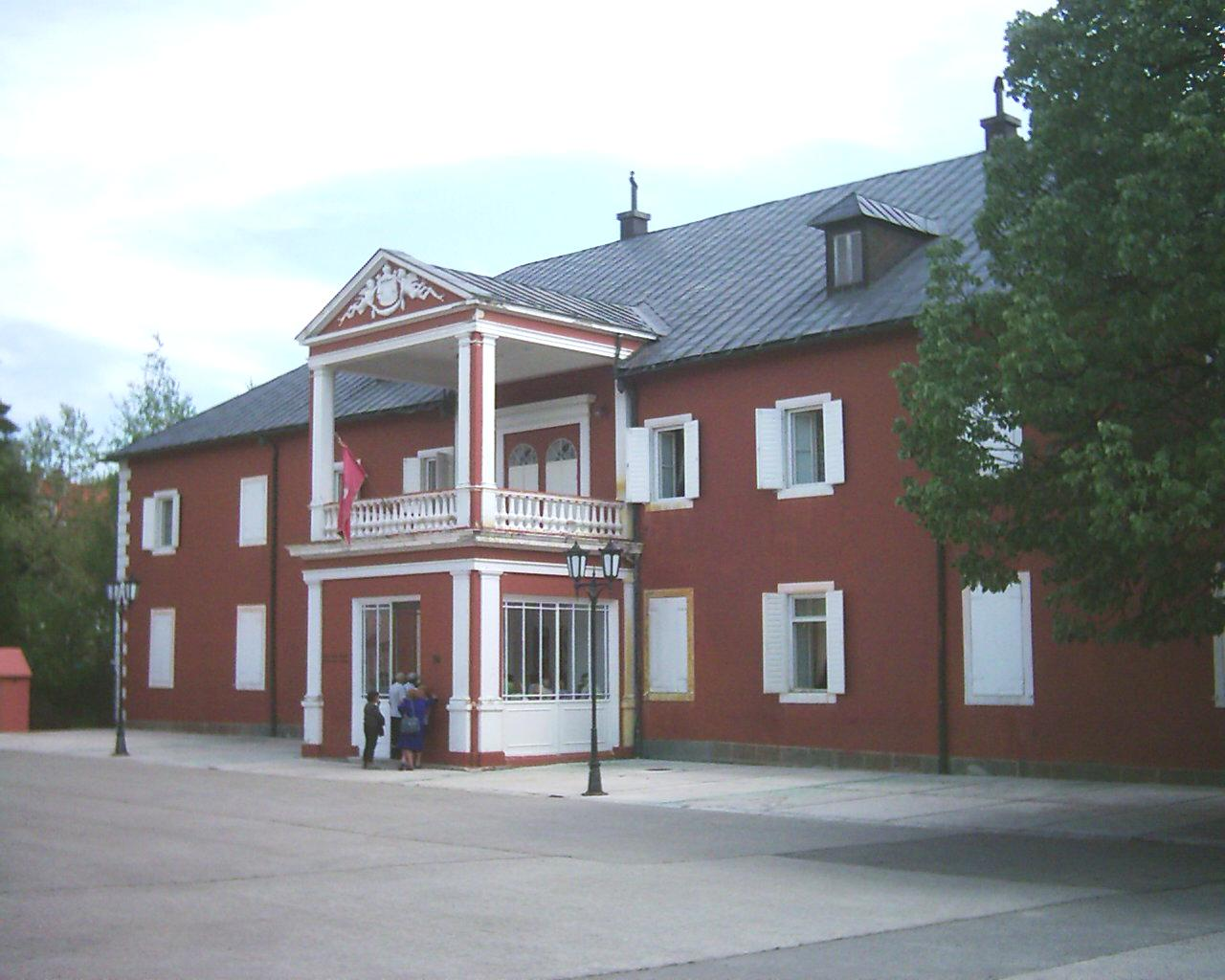
Hoofdingang van het Montenegrijns Nationaal Museum, vroeger het konings- en prinsenpaleis

Andrijevica · Bar · Berane · Bijelo Polje · Budva · Cetinje · Danilovgrad · Gusinje · Herceg-Novi · Kolašin · Kotor · Mojkovac · Nikšić · Petnjica · Plav · Pljevlja · Plužine · Podgorica · Rožaje · Šavnik · Tivat · Tuzi · Ulcinj · Žabljak
- Bibliothèque nationale de France: cb15070343d (data)
- Gemeinsame Normdatei: 4089103-3
- Library of Congress Control Number: n81048071
- Nationale Bibliotheek van Tsjechië: ge215892
- Nationale Bibliotheek van Israël: 987007561897305171
- Nationale en Universitaire bibliotheek Zagreb: 000530450
- Système universitaire de documentation: 132289172
- Virtual International Authority File: 310519983